# Ahmed Marzouki
Ahmed Marzouki (en arabe : أحمد المرزوقي) né en 1947 à Bouâjoul, près de Ghafsai à 120 km au Nord Est de Fès, est un écrivain, ancien militaire et ancien prisonnier politique marocain. Il est un des participants à la tentative de coup d'État de Skhirat manqué contre le régime de Hassan II en juillet 1971.

## Biographie
Né d'un père notaire et imam de la mosquée de Ghafsai . Il est le cinquième enfant d'une fratrie composée de cinq garçons et quatre filles. Il commence sa scolarité dans son village natal, puis continue ses études secondaires tout d'abord  au lycée Moulay Rachid à Fés pendant deux ans puis au lycée Moulay Youssef à Rabat. Il rejoint l'Académie royale militaire de Meknès en 1967 et il en sort diplômé en 1969 avec le grade de sous-lieutenant. Au début de l'année 1970, il rejoint le régiment d'infanterie à l'école militaire royale de Ahermoumou prés Fès où il a est nommé instructeur militaire. 
En 1971 il participe, ainsi que 1400 autres soldats de l'école militaire royale de Ahermoumou, à la tentative de coup d’État de Skhirat menée par le directeur de l'école M'hamed Ababou et le général Mohamed Medbouh contre le roi Hassan II. Après l’échec de la tentative, il est condamné en 1972 à cinq ans de prison ferme, mais est finalement emprisonné pendant 20 ans, tout d'abord pendant deux ans à la prison de Kénitra puis pendant plus de 18 ans dans une prison secrète de Tazmamart.
À la suite de sa libération en 1991 sous la pression des ONG, il obtient son baccalauréat en 1993.
Il fait ensuite face au harcèlement de l’État marocain pendant des années, les tracas et les intimidations se multipliant jusqu'à l'empêcher de gagner sa vie comme avocat. En 1999, l'arrivée de Mohammed VI au pouvoir et le limogeage du ministre Driss Basri amorcent un changement. En 2000, des indemnités lui sont versées, une cérémonie autorisée à la porte de la caserne.
En janvier 2001, un passeport lui est restitué par la préfecture de Salé.
Ahmed Marzouki est apparu dans l'émission "Shahid 'ala al-Asr" (Témoin de l'époque) sur Al Jazeera. Cette émission présentée par Ahmed Mansour est connue pour interviewer des personnalités ayant marqué l'histoire récente et pour aborder des sujets souvent sensibles et controversés.

## Publications
- Tazmamart, cellule 10, Paris : Éditions Paris Méditerranée, Casablanca : Tarik Éditions, 2000.
- La peine du vide, Éditions Tarik, 2012[5].
- Les bonnes nouvelles, Éditions Tarik, 2016[6]